# Luis Mariñas Otero
Luis Mariñas Otero (1928-1988) va ser un diplomàtic i escriptor espanyol, nascut a Mugardos, La Corunya, el 9 de gener de 1928, i que morí a l'edat de 60 anys a la República Dominicana.
Llicenciat en Dret i doctor en Ciències Polítiques i Econòmiques, va ingressar en la carrera diplomàtica com a secretari de tercera classe en el Ministeri de Relacions Exteriors el 21 de desembre de 1950. Al llarg de la seva carrera, va exercir funcions en el Servei Exterior a Haití, Cuba, Mèxic, Guatemala, Hondures, Veneçuela, les Filipines, així com Ambaixador a El Salvador, Tanzània, Zàmbia i República Dominicana,
- Professor d'Història Econòmica i Social d'Iberoamèrica,
- Secretari General de la Comissió Nacional de Cooperació amb la UNESCO,
- Director General d'Assumptes d'Iberoamèrica en el Ministeri d'Afers exteriors espanyol,
- Membre de l'Institut d'Estudis Polítics, titular de l'Institut de Cultura Hispànica,
- Soci corresponent de la Societat de Geografia i Història d'Hondures,
- Membre del Consell de Redacció de la Revista Política Internacional; i
- Membre de la Philippine Society of International Law.[cal citació]

## Reconeixements[calcitació]
- Medalla de Plata de l'Ajuntament de Lugo,
- Va ser condecorat en diverses ocasions pel Govern espanyol i pels Governs d'Haití, Jordània, Cuba, Hondures, Equador, Veneçuela, Colòmbia i Cambodja.
- A títol pòstum li va ser concedida la Condecoració de l'ordre del Mèrit de Duarte, Sánchez i Mella en el grau de Gran Cruz Placa de Plata, pel president de la República Dominicana, Joaquín Balaguer.

## Publicacions
Decidit promotor de la Cooperació cultural espanyola a Hondures, així com en la resta dels països en els quals va estar destinat, va ser un exponent de l'estirp de diplomàtics viatgers i escriptors, acompanyant el seu estadía a cada país amb l'estudi de la seva cultura i cos normatiu, deixant constància del mateix en articles i publicacions: «un diplomàtic que, com tots hauríem de fer, no només es va dedicar amb alta eficàcia a la feina de casa professionals, també es va preocupar a conèixer aquest i altres països on va ser destinat, en tots els aspectes de la seva vida, en la seva història, la seva cultura i la seva geografia.»
Fruit d'aquesta inquietud és la Col·lecció Mariñas de peces arqueològiques salvadorenques donada per la seva vídua Laura Fernández al Museu d'Amèrica de Madrid.
Dins de la seva intensa producció intel·lectual, destaquen els seus estudis sobre les Constitucions de Guatemala, Haití, Veneçuela, Paraguai i Hondures, sent durant anys documentació acadèmica de consulta imprescindible.

### Escrits Culturals[calcitació]
A Argentina:
- Algunes notes sobre la pintura argentina. Quaderns hispanoamericans - Madrid: Edicions Cultura Hispànica, n. 248-249 (ag.-set. 1970) ; p. 588-598

A les Filipines:
- La Literatura filipina en castellà. Editora Nacional. (1974)

A Guatemala:
- Conferència Pintura i paisatge a Guatemala. Seriï Altaveu de Cultura Hispànica. Madrid: Institut de Cultura Hispànica (1966).
- La revolució intel·lectual de Guatemala. Quaderns hispanoamericans - Madrid: Edicions Cultura Hispànica, n. 71 (nov. 1955) ; p. 137-152

A Haití:
- Evolució del pensament haitiano. Quaderns hispanoamericans - Madrid: Edicions Cultura Hispànica, n. 182 (febr. 1965) ; p. 325-347
- La pintura a Haití. Quaderns hispanoamericans - Madrid: Edicions Cultura Hispànica, n. 171 (març de 1964) ; p. 553-564

A Hondures:
- Conferència Pintura i paisatge a Hondures. Seriï Altaveu de Cultura Hispànica. Madrid: Institut de Cultura Hispànica (1966).
- Hondures. Madrid: Edicions Cultura Hispànica, 1963
- Formació de la literatura hondurenya. Publicat en “Estudis Americans”, Escola d'Estudis Hispà-americans, CSIC. - Sevilla, n° 88-89 (gener de 1959).
- Panorama de la música hondurenya. Publicat en "Quaderns hispanoamericans". - Madrid: Edicions Cultura Hispànica, n° 103 (jul. 1958); p. [129-140]
- La pintura a Hondures. Publicat en "Quaderns hispanoamericans". - Madrid: Edicions Cultura Hispànica, n° 119 (nov. 1959); p. [105-120]
- L'escultura a Hondures. Publicat en "Quaderns hispanoamericans". - Madrid: Edicions Cultura Hispànica, n° 125 (maig de 1960); p. [215-223]
- Les biografies de Don Narcís Mallol, últim alcalde espanyol de Tegucigalpa, El metge espanyol Ramírez Fontecha, Rector de la Universitat de Tegucigalpa i El pare Manuel de Jesús Subirana, Missioner Español a Hondures.
- Recentment, el Centre Cultural d'Espanya a Tegucigalpa i l'Acadèmia Hondurenya de la Llengua van editar conjuntament la recopilació dels seus assajos culturals d'Hondures.[7]

A Veneçuela:
- La Pintura Veneçolana. Publicat en “Estudis Americans”, Escola d'Estudis Hispà-americans, CSIC. - Sevilla, (novembre de 1961).

A Àfrica:
Així com una nombrosa producció d'assajos sobre l'esclavitud i temàtiques africanes.